# 阿氏擬魾
阿氏擬魾，為輻鰭魚綱鯰形目粒鯰科的其中一種，為熱帶淡水魚，分布於亞洲馬來西亞貝拉湖流域，體長可達3公分，棲息在森林覆蓋、酸性水質的溪流底層水域，生活習性不明。

## 扩展阅读
維基物種上的相關：阿氏擬魾